# Georg Köhler (Unternehmen)

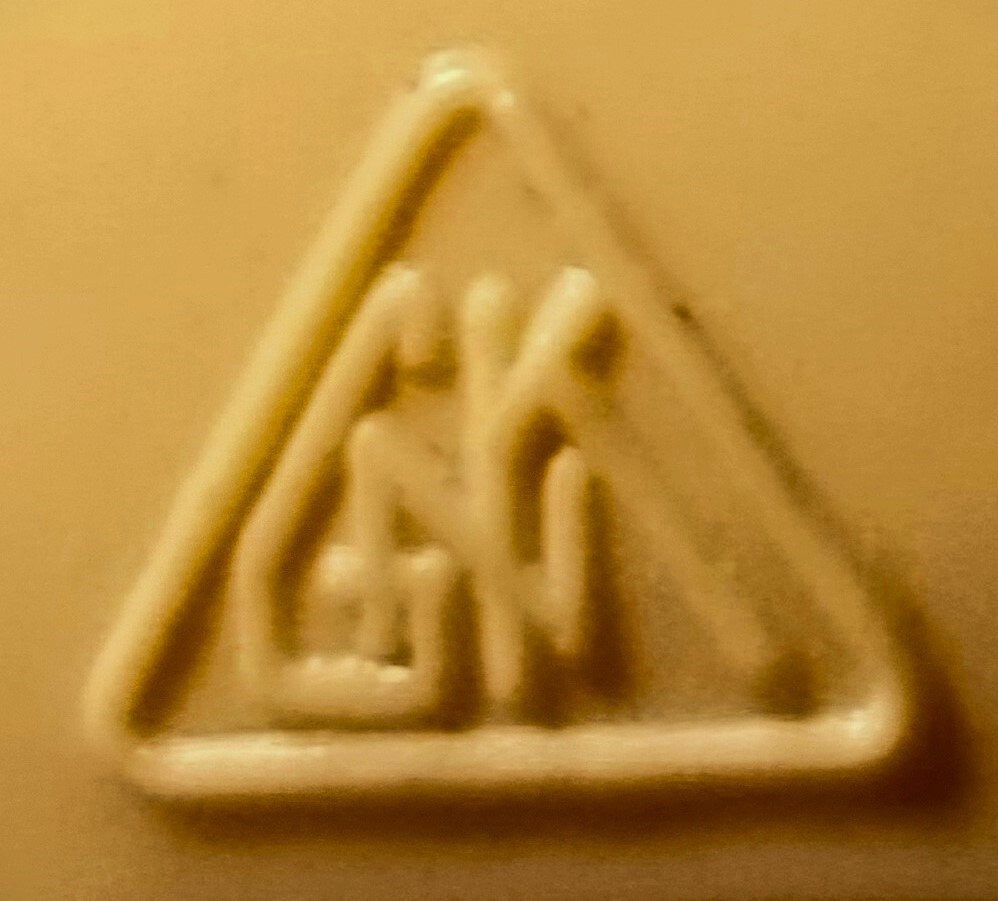
GKN Marke

Georg Köhler war der Gründer der gleichnamigen Firma zur Herstellung von Spiel- und Metallwaren in Nürnberg. Das Markenzeichen waren die ineinander verschlungenen großen Anfangsbuchstaben GKN in einem Dreieck. 

## Unternehmen

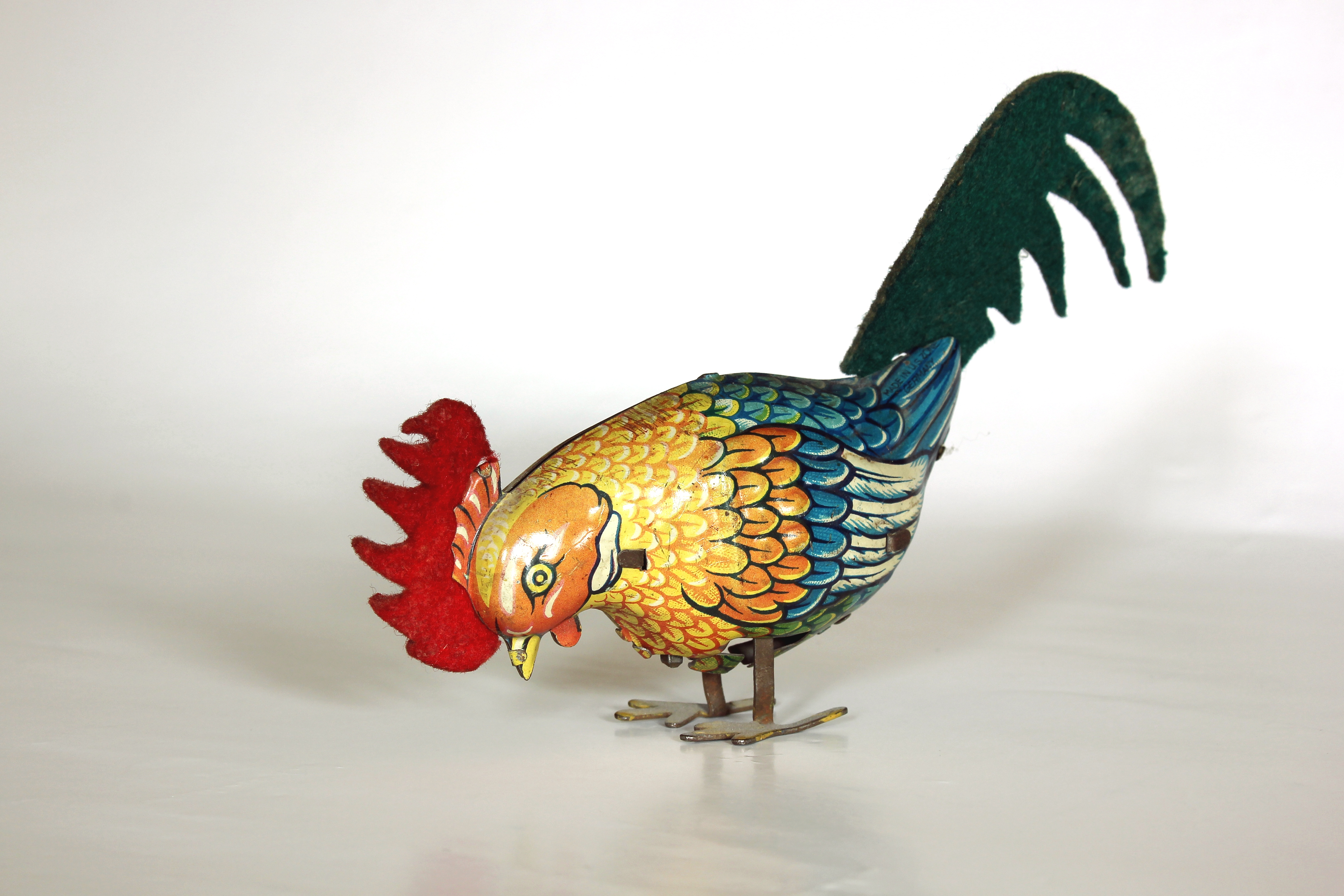
Pickender Hahn

Georg Köhler gründete seine Fabrik 1932 in einem Nürnberger Wohngebiet und produzierte Tierfiguren mit Uhrwerk, zunächst einen Frosch und einen Vogel, der picken konnte. Später kamen immer mehr Arten hinzu, zum Beispiel eine Ente, eine Katze usw. Jedes Jahr wurde das Sortiment um bis zu acht Artikel erweitert. Die Uhrwerke und auch Friktionsantriebe für das Spielzeug lieferten die Gebrüder Bühler (heute Bühler Motor). 1942 starb Georg Köhler, woraufhin der Unternehmer Fritz Collischan die Fabrik übernahm. Neuen Aufschwung nach dem Krieg gab es 1948 für den Betrieb, als wieder genügend Rohstoffe zur Verfügung standen und immer mehr neue Spielzeugfiguren gefertigt werden konnten. 1954 kamen zusätzlich Spielzeuge mit Plastikteilen oder ganz aus Plastik ins Programm. Nachdem Collischan gestorben war, führte seine Tochter Ute ab 1965 den Betrieb weiter und stellte die Herstellung verstärkt auf Teile aus Kunststoff um. 
Unter dem starken Druck der Konkurrenz, insbesondere von Ernst Paul Lehmann in Nürnberg, musste GKN 1997 schließen. 

## Quelle
- Historytoy. Firmengeschichte Köhler. Abgerufen am 2. März 2017.